# ماسیمو آپارو
ماسیمو آپارو (انگلیسی: Massimo Aparo)؛ (زاده: ۱۹۵۶) یک دیپلمات ایتالیایی است که از ۱۱ مه ۲۰۱۸ توسط یوکیا آمانو دبیرکل آژانس بین‌المللی انرژی اتمی سازمان ملل متحد به سمت معاون مدیر کل آژانس بین‌المللی انرژی اتمی و رئیس بخش بازرسی و نظارت این آژانس منصوب شد.
این انتصاب پس از استعفای ناگهانی ترو واریورانتا، در تاریخ ۱۱ مه ۲۰۱۸ صورت گرفت.

## زندگی‌نامه
ماسیمو آپارو مقام رسمی متولد ایتالیا که ۶۲ سال سن دارد یک مهندس هسته ای است که در کار با ماشین دستگاه‌ها و آلات هسته ای تخصص دارد. آپارو از دانشگاه اسپینتزا در رم فارغ‌التحصیل شده‌است. وی قبل از اینکه به آژانس انرژی اتمی بپیوندد مدیر کل یک شرکت ایتالیایی در زمینه کشف تشعشعات و مراقبت در آژانس فضایی اروپا بوده‌است. همچنین او مدیر کمیته انرژی اتمی ایتالیا نیز بوده‌است.

## حرفه
در تاریخ ۱۱ مه ۲۰۱۸، دبیرکل آژانس بین‌المللی انرژی اتمی سازمان ملل متحد پس از استعفای ترو واریورانتا، ماسیمو آپارو را به عنوان جانشین موقت معاون دبیرکل و مدیر بازرسان آژانس بین‌المللی انرژی اتمی که استعفا داده بود، منصوب کرد.
پیش از این، آپارو از اول مارس ۲۰۱۶ سرپرست اداره تأیید در مورد ایران بوده‌است. او از سال ۱۹۹۷ در بخش پادمان آژانس بین‌المللی انرژی اتمی مشغول به کار بوده‌است. او تا بحال به عنوان مدیر بخش فنی و خدمات علمی، مدیر اداره منطقه ای توکیو در بخش عملیات A و مدیر کارگروه ایران خدمت کرده‌است.
آپارو کار گروه ایران را که از افراد نخبه تشکیل شده‌است هدایت می‌کند. این کار گروه سه سال پیش توسط یوکیو آمانو تأسیس شد. این کار گروه تنها برای نظارت بر کار ایران تأسیس شده‌است و نه کشور دیگری.
این کار گروه از ۵۰ نفر تشکیل شده‌است که دارای تخصصهای متفاوتی هستند از جمله مهندس هسته‌ای، فیزیکدان، شیمیدان، متخصص کامپیوتر و ارتباطات و تحلیل اطلاعاتی.